# IRE1
L'enzim dependent d'Inositol o IRE1 (de l'anglès, Inositol-Requiring Enzyme 1) és una proteïna transmembrana que s'ha associat principalment a la resposta a proteïnes desplegades o UPR. És bifuncional: quinasa i endoribonucleasa. Consta de tres dominis diferenciats: domini luminal (NLD), domini transmembrana (TMD) i domini citosòlic (CD). A més, presenta dues isoformes: IRE1α i IRE1β que es diferencien entre elles per la seqüència d'aminoàcids del domini luminal.
La seva activitat depèn del tipus de teixit, del context patològic, de la intensitat de l’estrès i de les interaccions amb altres molècules del complex UPR.
L’expressió de IRE1 ha d’estar estrictament controlada, ja que una sobreexpressió o activació sostinguda pot induir apoptosi. Davant d’un estrès lleu, IRE1 s’activa temporalment i es desactiva, però en casos d’estrès sever, la seva activació prolongada pot conduir a l’aparició de molècules inductores d’apoptosi i a la mort cel·lular.

## Dominis

### Domini luminal (NLD)
És el sensor de les proteïnes malplegades al RE ja que, en condicions normals, està unit a la xaperona BiP que el manté inactiu. En el moment en què hi ha una acumulació de proteïnes no plegades correctament, BiP es dissocia i el domini permetrà la formació del dímer o oligòmer d'IRE1.
BiP s'uneix a la regió S24-V390 del domini que és coneguda com a CSSR (de l'anglès, core stress-sensing) i serà la zona que interaccionarà directament amb les proteïnes i si, aquestes no estan ben plegades, provocarà un canvi conformacional que afavorirà l'homodimerització/oligomerització.

### Domini transmembrana (TMD)
Consisteix en una única seqüència d’aminoàcids que conté una hèlix amfipàtica juxtamembrana (AH) amb residus polars orientats cap al lumen i una hèlix transmembrana. L’AH juga un paper crucial en la formació d’olígomers d’IRE1. El TMD també és necessari per a la interacció amb la maquinària de translocació Sec61β.

### Domini citosòlic (CD)
És la part encarregada de transmetre el senyal dins la cèl·lula. Conté dos dominis principals:
- Quinasa Serina/Treonina: fosforila IRE1 (transautofosforilació) quan forma oligòmers.
- RNasa: responsable de l’splicing de XBP, afavorint la síntesi dels factor de transcripció XBP1s que activa gens de la UPR.

Pot adoptar dues conformacions: face-to-face (activació per contacte directe entre dominis kinasa) i back-to-back (es promou l’activació de la RNasa).

## Funcions
No només és una molècula clau en la resposta a l'estrès del RE sinó que participa en altres funcions cel·lulars bàsiques com: la diferenciació cel·lular, la síntesi de lípids, la integració de membranes, la secreció i les activitats metabòliques. A més, la seva absència provoca la disfunció de molts senyals cel·lulars.

## Oligomerització
La oligomerització es dona degut a la unió de proteïnes mal plegades i aquesta provoca l’activació dels dominis quinasa citosòlics que donen lloc a la auto-fosforilació creuada entre diferents subunitats.
IRE1 pot dimeritzar-se i formar oligòmers d’ordre superior compostos per diversos dímeres. S’ha observat que els tetràmers afavoreixen l’splicing de l’mRNA de XBP1, mentre que els dímers són més propensos a activar la via RIDD (Regulated IRE1-Dependent Decay).
Hi ha dues vies diferenciades en aquest procés i entre elles difereixen en certs aspectes. Un exemple seria el fet que el tipus d'ARN missatger clivat per IRE1α en el cas de XBP1s és especific per XBP1 i en la via RIDD són altres ARNm del RE que no són específics. A més, la seva funció principal tampoc és la mateixa. Per una banda, XBP1s promou la supervivència cel·lular i l'adapatació, en canvi, RIDD tot i que en l'inici pot ser adapatiu quan és prolongat pot acabar causant apoptosi.
Diverses interaccions poden modular aquest estat d’oligomerització. Seria el cas de la subunitat Sec61β del translocó que interacciona amb el domini transmembrana (TMD) d’IRE1, formant un complex amb Sec63 que recluta BiP, prevenint així l’oligomerització i activació d’IRE1.